# L'Autonomista
El Autonomista, i després L'Autonomista, fou un periòdic gironí republicà federalista que es va editar entre el 1898 i el 1939, primer en castellà i després en català. Tot i haver estat un diari important en aquest corrent polític, no representava cap partit en particular, tot i haver donat suport en alguns moments a ERC.
Fundat i dirigit el 1898 per Darius Rahola, qui l'imprimia també a la seva pròpia impremta, va variar la periodicitat en què apareixia unes quantes vegades: fins al 1904 es publicava setmanalment, però llavors fou bisetmanal, fins que el 1920 va passar a publicar-se diàriament. Inicialment es publicava en castellà, però progressivament va anar introduint la llengua del país fins a catalanitzar-se completament el 1933, ja amb la República vigent. Però amb la derrota d'aquesta a la Guerra Civil la impremta fou confiscada el 1939 quan entraren les tropes franquistes a Girona i el diari es va deixar de publicar. El darrer número va sortir el 25 de gener de 1939.
Quan la dictadura va morir i amb la transició es va restaurar la democràcia els hereus van reivindicar el retorn dels béns confiscats, però foren ignorats. El 1985 la capçalera del diari va ser recuperada per la família Rahola i s'edita en forma de suplement literari cada cinc anys, amb la finalitat fonamental de no perdre'n la titularitat. Hi van escriure principalment llur director Darius Rahola, el polític Joaquim de Camps i Arboix, Pere Loperena, Josep Enseñat, Artur Vinardell, el polític Miquel Santaló…